# Eric Gadd
Eric Gadd, egentligen Carl Erik Gudmund Sojdelius, född 31 juli 1965 i Uppsala, är en svensk sångare och låtskrivare. Artistnamnet Gadd är taget efter hans mors flicknamn.

## Biografi
Gadd föddes i Uppsala men växte upp först i Visby på Gotland och flyttade sen som nioåring med familjen till Vallentuna där han tillbringade resten av sina uppväxtår. Han debuterade i eget namn med albumet Hello (1987) och singeln "Ett ensamt hjärta". Känd i vidare kretsar blev han två år senare med albumet Hurra du lever - Pang du är död, ett starkt Prince-influerat men ändå personligt knippe sånger med hårt sväng och stark teatral auktoritet. Han var sedan en av de starkare profilerna på den svenska soulmusikscenen. 1991 släppte han den engelskspråkiga skivan Do You Believe in Gadd?, och han höll sig därefter till att skriva låtar på engelska, ända fram till 2008 då han återgick till svenska texter på albumet Stockholm står kvar men jag ligger.
Han belönades med Grammisar 1991, 1993 och 1997 i kategorin Årets artist.
Eric Gadd tävlade i den första deltävlingen i Melodifestivalen 2013 den 2 februari 2013 med bidraget "Vi kommer aldrig att förlora". Detta bidrag skrev han tillsammans med Thomas Stenström och Jacob Olofsson. Bidraget tog sig vidare till Andra chansen och slutade där på åttonde och sista plats. Låten testades på Svensktoppen den 10 mars samma år men kom inte in på listan.
Eric Gadd är gift med artisten Cornelia Sojdelius, ogift Åkerman.
Hösten 2018 var Eric Gadd en av de medverkande artisterna i den nionde säsongen av TV4:s Så mycket bättre.
Våren 2023 kom han ut med kokboken Mat & Musik (Mondial) tillsammans med Erik Videgård.

## TV-medverkan
- 2013 – Melodifestivalen (TV-serie)
- 2018 – Så mycket bättre (TV-serie)
- 2020 – Klassfesten (TV-serie)
- 2021 – Sveriges mästerkock VIP (TV-serie)

## Diskografi

### Singlar
- 1987 - Ett ensamt hjärta
- 1989 - Kom Hit Och Ta
- 1989 - Bara Himlen Ser På
- 1989 - Plus Minus
- 1989 - Din Man
- 1990 - Jag Säljer Mig
- 1991 - Do You Believe In Me
- 1991 - Excuse Me, Hallelujah
- 1991 - Deadstone
- 1991 - Power Of Music
- 1993 - Wish I
- 1993 - Heaven Is Asleep
- 1993 - God Gave Me You
- 1995 - Why Don't You Why Don't I
- 1995 - There's No One Like You
- 1995 - What Once Was
- 1997 - The Right Way
- 1997 - My Personality
- 1997 - Summer Is Here
- 1998 - Everybody's Business
- 1998 - I Found Someone
- 1998 - Saint In The Parish
- 1998 - On My Way
- 1998 - Someone Who Cares
- 1999 - Riding High
- 1999 - Eye Of The Spirit
- 2000 - One Touch
- 2002 - Hold On
- 2003 - Stay This Way
- 2006 - Meet Me Here
- 2008 - Tvåhundratusen
- 2010 - Rise Up!
- 2013 - Vi kommer aldrig att förlora!
- 2017 - Stay Away Från Mig
- 2021 - Snälla Erik!

### Album
- 1987 - Hello
- 1989 - Hurra, du lever! Pang, du är död!
- 1991 - Do you Believe in Gadd?
- 1993 - On Display
- 1995 - Floating
- 1997 - The Right Way
- 1998 - Greatest Hits
- 1999 - Spirit
- 2002 - Life Support
- 2006 - Eric Gadd
- 2008 - Stockholm står kvar men jag ligger
- 2010 - Rise Up!
- 2013 - Fiende Eller Vän
- 2018 - Så Mycket Bättre
- 2022 - Vykort från 2000-talet